# Umbraspindling
Umbraspindling (Cortinarius disjungendus) är en svampart som beskrevs av P. Karst. 1893. Cortinarius disjungendus ingår i släktet Cortinarius och familjen spindlingar.  Arten är reproducerande i Sverige. Inga underarter finns listade i Catalogue of Life.
I den svenska databasen Dyntaxa används istället namnet Cortinarius brunneus för samma taxon.  Arten är reproducerande i Sverige.